# Shayne King
Shayne King   (New Plymouth, 1975) és un ex-pilot de motocròs neozelandès, Campió del Món en 500cc el 1996 amb KTM.
King va debutar al mundial de motocròs el 1993 i tres anys més tard va aconseguir el títol pilotant per a l'equip oficial de KTM, esdevenint el primer campió mundial neozelandès d'aquesta disciplina. El 1997 va acabar el mundial en tercer lloc final rere Joël Smets i el seu germà gran Darryl King. Actualment competeix al seu país i a Austràlia, havent guanyat el campionat de Nova Zelanda el 2003.

## Palmarès al Campionat del Món de Motocròs
| Any  | Motocicleta | 500cc |
| ---- | ----------- | ----- |
| 1995 | KTM         | 9è    |
| 1996 | KTM         | 1r    |
| 1997 | KTM         | 3r    |
| 1998 | KTM         | 8è    |
| 1999 | KTM         | 5è    |
| 2000 | KTM         | 24è   |
| 2001 | KTM         | 7è    |